# Otto Georg Thierack
Otto Georg Thierack (19. dubna 1889, Wurzen – 22. listopadu 1946, Stukenbrock, část města Schloß Holte-Stukenbrock) byl německý nacistický politik a právník.
Zastával funkci saského ministra spravedlnosti a říšského ministra spravedlnosti ve vládě Adolfa Hitlera v letech 1942–1945 a ve vládě Lutze Schwerina von Krosigka v roce 1945. Měl být souzen v procesu se soudci (třetím z následných norimberských procesů), ale ve vazbě spáchal sebevraždu.